# Conceição (Ribeira Grande)
Conceição es una freguesia portuguesa perteneciente al municipio de Ribeira Grande, situado en la Isla de São Miguel, Región Autónoma de Azores. Posee un área de 12,74 km² y una población total de 1797 habitantes (2001). La densidad poblacional asciende a 141,1 hab/km². Se encuentra a una latitud de 37° N y una longitud 25º O. La freguesia se encuentra a 7 m s. n. m.
- Datos: Q2346236
- Multimedia: Conceição (Ribeira Grande) / Q2346236

1. ↑  Worldpostalcodes.org,código postal n.º 9600-538.